# Shalbatarra
Shalbatarra (anomenada pels castellans Salvatierra, que no s'ha de confondre amb Salvatierra a Àlaba), fou una fortalesa de la Sierra Morena, en el terme municipal actual de Calzada de Calatrava, a la província de Ciudad Real. El 1198 fou ocupada per sorpresa pels cavallers de l'Orde de Calatrava, poc després de la derrota musulmana d'Alarcos (àrab al-Arak) el 1195, fou assetjada pels almohades que la van recuperar el 1211 i això (i fets similars) va provocar la reacció cristiana concretada a la batalla de les Navas de Tolosa (1212). Llavors fou reconquerida per l'Orde de Calatrava que llavors va establir la seu a la fortalesa de Dueñas, al costat de Shalbatarra, que fou rebatejada Calatrava la Nueva, abandonant l'antiga seu (que li donava nom) de Calatrava (la Vella), en àrab Kalat Rabah.